# 海達族
海達族（海达语：X̱aayda，X̱aadas，X̱aad，X̱aat），是生活在西北太平洋地區的美洲原住民，主要生活在加拿大不列顛哥倫比亞省的海達瓜依（夏洛特皇后群島）和美國的阿拉斯加，人口約3500。

## 語言
海達語是一種孤立的語言，其存在已有14000年的歷史。在殖民統治的影響下，海達語流失嚴重。目前族人正積極保存與延續海達語。

## 歷史
海達族以其工藝，貿易和航海技術聞名。他們被認為是好戰且實行奴隸制度的民族。有學者甚至將他們與維京人文化做比較。
口述歷史和考古證據表明，海達族定居「海達瓜依」(Haida Gwaii，為海達語『人之島』的意思，即夏洛特皇后群島)已有17000年的歷史。他們與島嶼和周圍海洋擁有密切的聯繫，發展出高度結構化的社會，並建立許多村莊。
過去200年裡，部分海達族人也自海達瓜伊遷移至今天的阿拉斯加南部並佔有該地。
海達與俄羅斯，西班牙，英國和美國的毛皮貿易商和捕鯨者進行定期貿易。利用帆船，他們與西方人、其他沿海原住民保持密切的貿易關係。
與西北海岸的其他原住民一樣，海達族為抵禦外侮，時常在地盤內設置柵欄、活板門與瞭望台。他們的大型遠洋獨木舟足以容納60個槳手，每支槳都以整棵西部紅杉製成。
海達族擅長海戰。他們發展出多種適合海戰的武器，包括一種重18至23公斤，具備重複使用功能，可輕易摧毀獨木舟的拋石器。海達族也會從戰敗者部落搶奪戰俘作為奴隸。
1780年至1830年間，海達族將侵略的矛頭轉向歐洲和美國的貿易商。搶奪西方人的同時，他們也學會利用大砲、来复枪等先進武器。
1862年3月，卑詩省天花肆虐，近九成的海達族人死於天花，許多村莊因此滅村。海達族抵禦外侮的能力因此大大降低，使西方殖民勢力得以趁虛而入。
在殖民勢力與基督教文化的影響下，許多海達文物遭到摧毀，或被送到博物館。
自1911年起，殖民政府開始強行將海達兒童送往寄宿學校與英語家庭，試圖將其納入主流文化的範疇。此舉導致海達族的認同危機與文化失根。

## 社會制度
海達族擁有階級嚴明的貴族社會，地位由上至下依序為酋長家族；部落中享有名望的獵人、戰士與薩滿；平民；以及自外族抓獲的奴隸。
傳統上，不同階級間不能通婚，同階級間行氏族外婚。階級隸屬可從身上的刺青與服飾上的家紋做出區別。

## 藝術

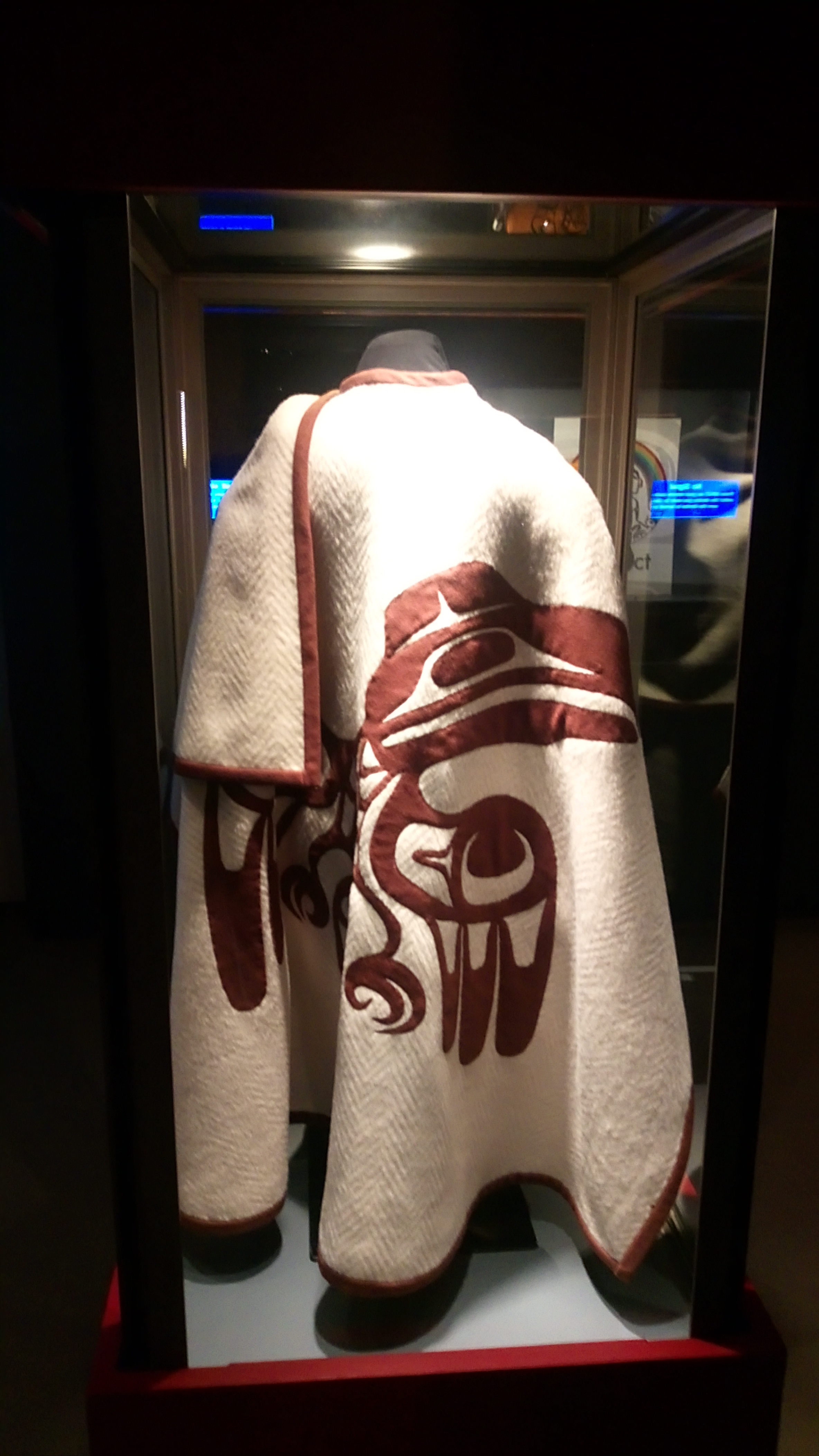
一件繡有渡鴉圖案的海達族斗篷

海達族的藝術發展蓬勃，風格極具獨特性，是加拿大西北海岸原住民藝術的代表。諸如獨木舟、巨型木雕、紋身、圖畫等等。
近代的年輕海達族人則結合傳統繪畫與流行藝術，發展出名為海達漫畫的全新藝術形式。

## 宗教
海達族的信仰屬於泛靈論。薩滿作為人類與超自然的媒介，被認為擁有與動物溝通的能力。
此外，海達族也相信靈魂不滅，人死後會投胎轉世，重新誕生在世界上，這個過程稱為「Xanjii」。透過Xanjii，人口階級與自然規律得以維持平衡。

## 神話

### 個人性
海達族的神話強調敘述者的個人性與專職性。1990年，人類學家約翰·里德·斯萬頓進入海達瓜伊，在報導人Henry Moody的協助下進行海達族研究時，發現神話傳說的敘述與傳播權掌握在特權階級、年長者、以及具特殊經歷者手裡。例如當時的頭人Sghiidagit、80歲的耆老Skaay、以及雖然只有49歲，但卻是家族中唯一的天花倖存者「海獅人」Ghandl。
神話敘述者必須具備大眾公認的智慧與人望。他們被認為是「高貴的詩人」，擁有凡人缺乏的天分與資質。這種現象，可能與海達族的封建階級制度有關，也可能是受到西方強調個人著作權的風氣影響。

### 詮釋性與教育性
海達族的神話傳說內容，含有族人對自然現象與動物習性的詮釋。透過歸因，Haida族得以在認知世界中找到自身族群的定位，定義人與自然、自然與人、人與人之間的關係。例如：Haida族認為古時天地原本離的很近，但一次人與天界居民──擁有鳥與人的雙重特徵──通婚時，由於吃不慣對方的食物而嘲弄對方。對人類的無禮感到失望的天界居民於是遠離人界，從此造成天地的分野。
在這些解釋性故事中，也常常含有規範族人行為與觀念的教育動機，以維持族內人際關係的和諧與社會制度的穩固。

### 人與獸的模糊邊界
對屬於漁獵民族的海達人而言，自然界的飛禽走獸是維持生計不可或缺的存在。例如:鮭魚提供人們溫飽、熊毛皮是重要的貿易貨品、雷鳥與渡鴉可預測天氣、狼則是神秘與強大的象徵。
在海達族的神話中，動物與人的分野非常模糊──人可能因一些契機變成動物，例如寂寞的女人變成河狸；而動物也擁有類似人的特徵，例如由頭目領導，在海中如人一般生活的鮭魚，或是跟人類女性結婚生子的熊等等。
此外，動物為人類而死（犧牲）、人類因動物而生（獲益）的母題也極為常見。在海達族的創世神話中，渡鴉不但為世界帶來光明，還帶給族人賴以維生的主食──鮭魚。在獲益的同時，海達族也透過神話，訓誡族人對動物抱持感激尊重之情。

### 歌詠英雄
海達族神話也歌詠個人的英雄事蹟。這些被稱為英雄的人，有支身挑戰嚴苛自然氣象的男性；也有為族人帶來和平的女性。透過典範人物的描繪，神話也提供族人待人接物的規範與榜樣。

### 歌曲的魔力
在海達族的神話情節中，歌曲時常帶有魔力。不同的歌曲，可以賦予詠唱者不同的超自然力量。

## 政府
海達族議會（the Council of the Haida Nation，簡稱CHN），總部設在加拿大不列顛哥倫比亞省北部的海達瓜依。

## 流行文化
2017年6月，第一部長篇海達語電影《刀锋》（Edge of the Knife）上映，導演兼合作編劇為Gwaii Edenshaw，全體演員及幕後工作人員皆由海達族人擔任。